# Gerhard Siegel
Gerhard Siegel (* 1963 in Trostberg, Oberbayern) ist ein deutscher Opernsänger (Tenor).

## Leben
Seine Ausbildung nahm er am Leopold-Mozart-Konservatorium in Augsburg bei KS Liselotte Becker-Egner. Nach festen Engagements in Trier (1993–1995), Dessau (1995–1996) und am Staatstheater Nürnberg (1998–2006) ist der Sänger jetzt freischaffend tätig.
Gerhard Siegel gastierte an folgenden namhaften Opernhäusern: Bayreuther Festspiele, Komische Oper Berlin, Deutsche Oper Berlin, Staatsoper Berlin, Staatsoper Wien, Theater an der Wien, Nationaltheater München, Metropolitan Opera in New York, Neues Nationaltheater Tokyo, Royal Opera House Covent Garden in London, Teatro Real in Madrid, Korea National Opera in Seoul, Gran Teatre del Liceu in Barcelona. Unter den von ihm dargestellten Rollen sind Mime und Loge bis hin zu Siegmund und Siegfried im Ring des Nibelungen, Florestan in Fidelio, Parsifal in Parsifal, Bacchus in Ariadne auf Naxos, Herodes in Salome, Tristan in Tristan und Isolde, bis hin zum Hauptmann in Wozzeck. Er arbeitete mit namhaften Dirigenten wie z. B. Antonio Pappano, Jeffrey Tate, James Levine, Ivor Bolton, Zubin Mehta, Jesús López Cobos, Silvain Cambreling und Christian Thielemann zusammen.
In der Spielzeit 2014/15 gastierte er als Lohengrin in der gleichnamigen Oper von Richard Wagner. 2016 war Gerhard Siegel der Midas in Die Liebe der Danae von Richard Strauss bei den Salzburger Festspielen (Dirigent: Franz Welser-Möst, Regie: Alvis Hermanis).